# Onthophagus pseudobrutus
Onthophagus pseudobrutus är en skalbaggsart som beskrevs av Kabakov 1983. Onthophagus pseudobrutus ingår i släktet Onthophagus och familjen bladhorningar. Inga underarter finns listade i Catalogue of Life.